# Tuzin.fm
Tuzin.fm (бел. Тузін Гітоў; рус. Дюжина хитов) — частный некоммерческий белорусский веб-портал, созданный в 2003 году для освещения музыкального творчества в Белоруссии. Среди его целей называются продвижение музыки, написанной в Белоруссии, и мотивирование как можно более широкой аудитории слушать белорусские песни. Он инициирует и реализует музыкальные проекты и является информационным партнёром наиболее значимых событий независимой музыкальной сцены республики. Самостоятельно определяя свою информационную политику, характер и содержание информационных, рекламных, аудио- и видеоматериалов, в 2009 году средство массовой информации имело более 50 тысяч посетителей в месяц, которые скачали более 80 тысяч песен.

## История
Портал начал свою работу 12 октября 2003 года. Сайт несколько раз менял свой адрес. Первоначально он был доступен на music.fromby.net. Позже адрес был изменён на tuzin.fm, но после проблем с доменом портал переехал на tuzinfm.by. С мая 2017 года сайт доступен и по адресу tuzin.by. Бэк-каталог статей представлен на mpby.ru.
В 2004 году совместно с Белорусским коллегиумом издал книгу «бел. Залатыя дыскі беларускага рок-н-ролу» с описанием 20 музыкальных альбомов 1970—1990 годов.
С 2004 года транслирует радиоверсию своего хит-парада под названием «бел. Радыё Тузін», ведущим которой является фронтмен группы «Палац» Олег Хоменко. С самого начала вещание проходило на радио «Рокс» (Минск), с 2005 года на радио «Минск», с 2006 года на радио «Рация» (Белосток). В 2005—2011 годах ежегодно выпускает сборник из 12 песен-победителей своего хит-парада под названием «бел. Прэм’ер Тузін» (2005, 2006, 2007, 2008, 2009, 2011). В 2005—2007 годах принимал участие в проведении церемонии награждения лучших музыкантов страны Рок-коронация. 16 марта 2006 года в Вильнюсе (Литва) провёл концерт «бел. Рок-рэвалюцыя» с участием N.R.M. В 2006 году совместно с лейблом VoliaMusic выпустил компиляцию «Песьні свабоды». 3 ноября 2007 года в костёле Святого Симеона и Святой Елены провёл концерт памяти Анатолия Сыса, чтобы собрать средства на памятник ему. 31 августа 2008 года в Минске после 12-летнего перерыва возобновил проведение музыкального фестиваля «бел. Рок па вакацыях». 23 мая 2009 года в аэропорту Боровая (Минская область) принял участие в фестивале «Bela Music», который проводило Министерство культуры Республики Беларусь.
В 2009 и 2011 совместно с общественным движением Будзьма беларусамі! выпустил музыкальные сборники «Тузін. Перазагрузка» и «Будзьма! Тузін. Перазагрузка-2», ради попадания на которые иноязычные артисты записали белорусскоязычные каверы на свои песни. В 2011—2012 годах провёл серию акустических концертов «бел. Тузін. Unplugged» с участием белорусских рок-групп. В 2012—2013 годах провёл серию концертов «бел. Жывы Тузін». В 2012 году совместно с радио «Рация» (Белосток) выпустил аудиокнигу Сергея Витушки «бел. Дзінь-дзілінь: пара гуляць у казкі». В 2012—2013 годах совместно с белостокским театром оперы и филармонии подготовил диск музыкального озвучания классики белорусского немого кино «Тузін.Немаўля». В июне 2014 года совместно с правозащитным центром «Весна» издал сборник песен «Апошні золак». Также в 2014 году совместно с фондом «бел. Вяртаньне» провёл конкурс молодых исполнителей «бел. Засьпявай.by», очередной был начат в 2017 году.
В качестве продолжения «Тузін. Перазагрузка» и «Будзьма! Тузін. Перазагрузка-2» новый похожий музыкальный проект «Global Reload» был начат в 2014 году, среди участников которого отметились Андрей Макаревич и другие.

## Оценки
В интервью с основателем Сергеем Будкиным в связи с первой годовщиной сайта Ольга Самусик из «Музыкальной газеты» заметила, что music.fromby.net самый популярный среди белорусскоязычных Интернет-порталов. В своей тематической статье 2005 года она же назвала Tuzin.fm «самым востребованным белорусским музыкальным сайтом». В отчёте с вечера по случаю пятилетия портала Tuzin.fm был рекомендован Анной Жданович из «Белорусов и рынка» в качестве одного «из наиболее крупных ресурсов в Интернете, посвящённых белорусской музыке».
В интервью «Музыкальной газете» в 2006 году рок-княжна Руся признавала, что портал, который «набрал обороты»,  – крёстный отец её группы «Indiga».
Во время презентации сборника «Прэм’ер Тузін 2007» в 2008 году музыкант Лявон Вольский отметил, что «Tuzin.fm» «является единственным компетентным хит-парадом Белоруссии».
Основатель «Ultra-music.com» Вячеслав Родионов через «Будзьма беларусамі!» дал свою оценку портала на его семилетие: «Уникальное и очень своевременное явление. Он появился именно тогда, когда белорусскоязычной музыке была необходима поддержка, возможность довести её до большой аудитории».
Павел Свердлов, редактор «KYKY.ORG», в обзоре всех музыкальных премий Беларуси на 2013 год покритиковал портал за то, что хит-парад не работал в течение года, но похвалил оффлайновую активность, «два прекрасных проекта: „Дзінь-дзілінь: пара гуляць у казкі“ и „Тузін.Немаўля“».

## Государственное давление
В 2013 году брестский концерт в поддержку проекта Тузін.Немаўля был отменён городскими властями по идеологическим причинам.

## Выпущенные при участии портала диски
- Прэм’ер Тузін (2005—2011)
- Песьні свабоды[бел.] (2006)
- Тузін. Перазагрузка (2009)
- Будзьма! Тузін. Перазагрузка-2 (2011)
- Дзінь-дзілінь: пара гуляць у казкі[бел.] (сказки Сергея Витушки[тарашк.])
- Тузін.Немаўля[бел.] (диск и арт-проект, 2012—2013)
- Апошні золак[бел.] (совместный проект и музыкальный сборник, 2013—2014)
- Re:Песьняры (концерт и диск, 2014)[29][30]

## Концерты и прочие проекты
- Залатыя дыскі беларускага рок-н-ролу (книга, 2004)
- РадыёТузін (радиоверсия хит-парада)
- Рок-рэвалюцыя (концерт в Вильнюсе, 2006)
- Рок-коронация (2005—2007)
- Концерт памяти Анатолия Сыса (2007)
- Рок па вакацыях[бел.] (фестиваль, 2008)
- Bela music[бел.] (фестиваль, 2008)
- Тузін. Unplugged (серия акустических концертов, 2011—2012)
- Жывы Тузін (серия концертов, 2012—2013)
- Засьпявай. By (конкурс молодых исполнителей, 2014)
- Засьпявай 2.0 (конкурс молодых исполнителей, 2015)
- Героі году (музыкальная премия, вручается ежегодно с 2011)[31][32]
- Oktoberfest. Хмель жывой музыкі (серия концертов, 2015)
- Новае пакаленьне на Новы Год (новогоднее шоу для Белсата, 2016)
- Ненаўмысны шэдэўр (документальный фильм для Белсата, 2016)
- Belsat Music Live[бел.] (музыкальная программа для Белсата, вещается с 2017)[33]
- (Не)расстраляныя[бел.] (2017—2018)[33]
- 10 год прыгод (новогоднее шоу для Белсата, 2018)
- Концерт памяти Михаила Анемподистова (2018)
- 60 беларускамоўных гітоў сучаснасьці (совместно с Letapis.by, 2018)
- Нас у Маскве не зразумеюць (новогоднее шоу для Белсата, 2019)

## Награды и номинации
- CD + MP3 «Прэм’ер Тузін 2005[тарашк.]» (Рок-коронация 2005, «Проект года»)[34]
- CD + MP3 «Прэм’ер Тузін 2006[тарашк.]» (Рок-коронация 2006, «Проект года»)[35]
- Tuzin.fm (фестиваль «Рок-кола» 2007, диплом «За активную поддержку молодёжного творчества и значительный вклад в развитие белорусского рок-движения»)Диплом «За активную поддержку молодёжного творчества и значительный вклад в развитие белорусского рок-движения»)

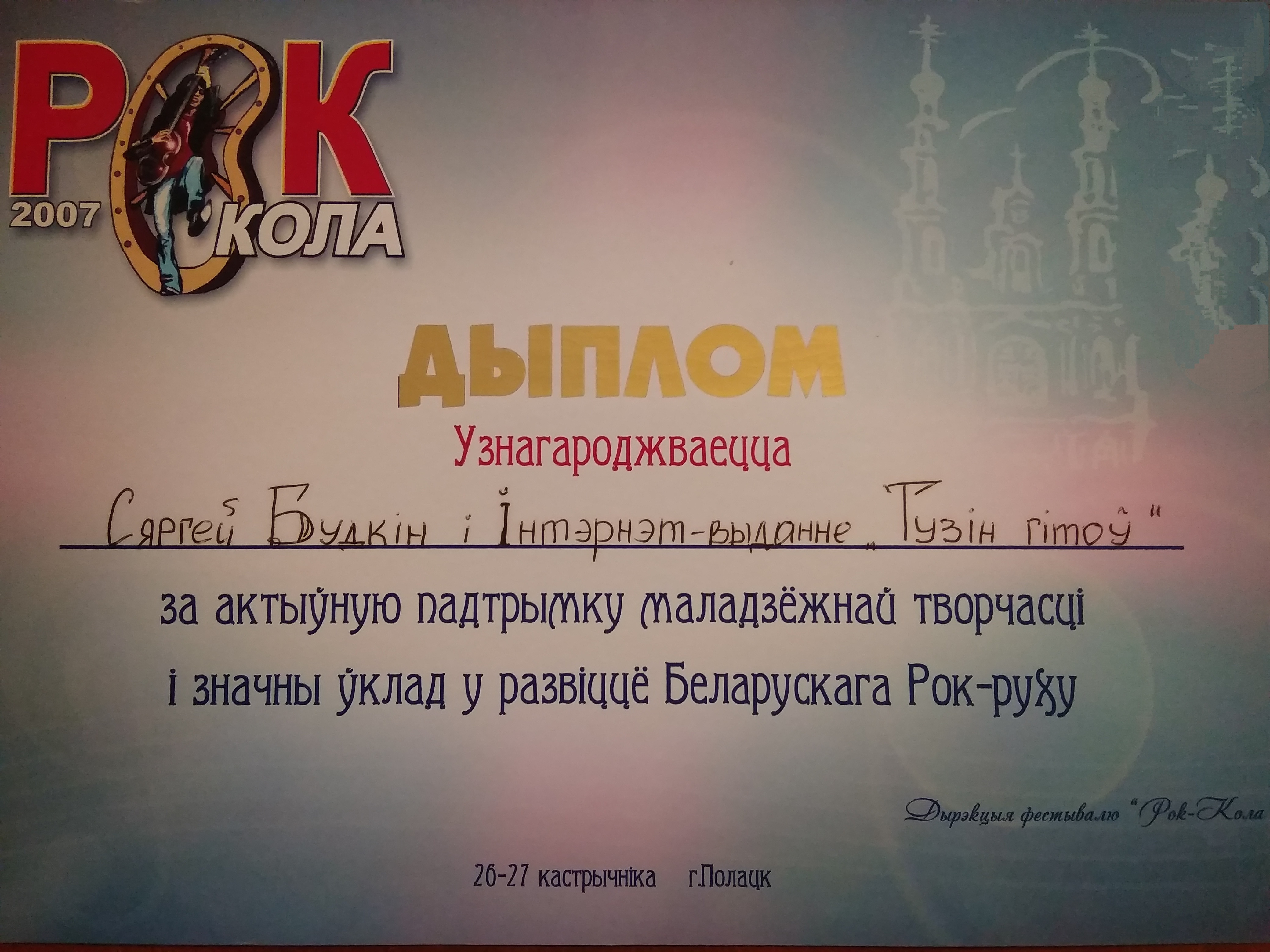
Диплом «За активную поддержку молодёжного творчества и значительный вклад в развитие белорусского рок-движения»)

- Тузін. Перазагрузка (Рок-коронация 2009, «Проект года»)[36]
- Будзьма! Тузін. Перазагрузка-2 (Ultra-Music Awards 2011, «Проект года»)[37][38]
- Серия концертов «Тузін.Немаўля[бел.]» (Ultra-Music Awards 2012, «Событие года»)[39]
- CD + MP3 «Шосты Прэм’ер Тузін[бел.]» (согласно данным лейбла звукозаписи «Vigma», самый продаваемый диск года)[40]
- Проект «Радыё Tuzin.fm» (автор: Кристина Доропей) (форум «бел. PR-кветка» (2014), 2-е место в коммерческой секции)[41]
- Конкурс-проект «Засьпявай» (автор: Кристина Доропей) (форум «бел. PR-кветка» (2015), 1-е место в категории PR-проектов)[42]
- Тройной DVD и серия концертов «Тузін.Немаўля[бел.]» (авторы: Сергей Будкин, Tuzin.fm, Белостокский театр оперы и филармонии[пол.]) (фестиваль рекламы и коммуникации «AD.NAK-2014», 2-е место в категории общественно значимых проектов)[43]
- Логотип «Тузін.Немаўля[бел.]» (автор: студия Adliga) (фестиваль рекламы и коммуникации «AD.NAK-2014», 2-е место в категории логотипов)[43]
- Афиша к фильму «Прастытутка» проекта «Тузін.Немаўля[бел.]» (автор: Василиса Палянина-Коленда) (фестиваль рекламы и коммуникации «AD.NAK-2014», 3-е место в категории афиш)[43]
- Дизайн портала Tuzin.fm (автор: студия Pras.by) (фестиваль рекламы и коммуникации «AD.NAK-2014», номинация в категории веб-сайтов)[44]
- Tuzin.Unplugged (фестиваль рекламы и коммуникации «AD.NAK-2014», номинация в категории общественно значимых проектов)[44]
- Re:Песьняры (автор: Сергей Будкин) (фестиваль рекламы и коммуникации «AD.NAK-2015», 2-е место в категории социально значимых проектов)[45]
- Апошні золак[бел.] (фестиваль рекламы и коммуникации «AD.NAK-2015», 2-е место в категории социально значимых проектов)[45]
- Проект «Global Reload» и конкурс «Засьпявай 2.0» (главные события года по версии Будзьма беларусамі![тарашк.] в категории «Главные музыкальные события года»)[46]
- Belsat Music Live[бел.] (автор: Сергей Будкин) (The Adami Media Prize-2018, Специальное Упоминание в категории «Развлекательное телевидение»)[47]

## Полезные ссылки
- RSS-фид
- Плейлист Belsat Music Live (YouTube)